# Batmobil

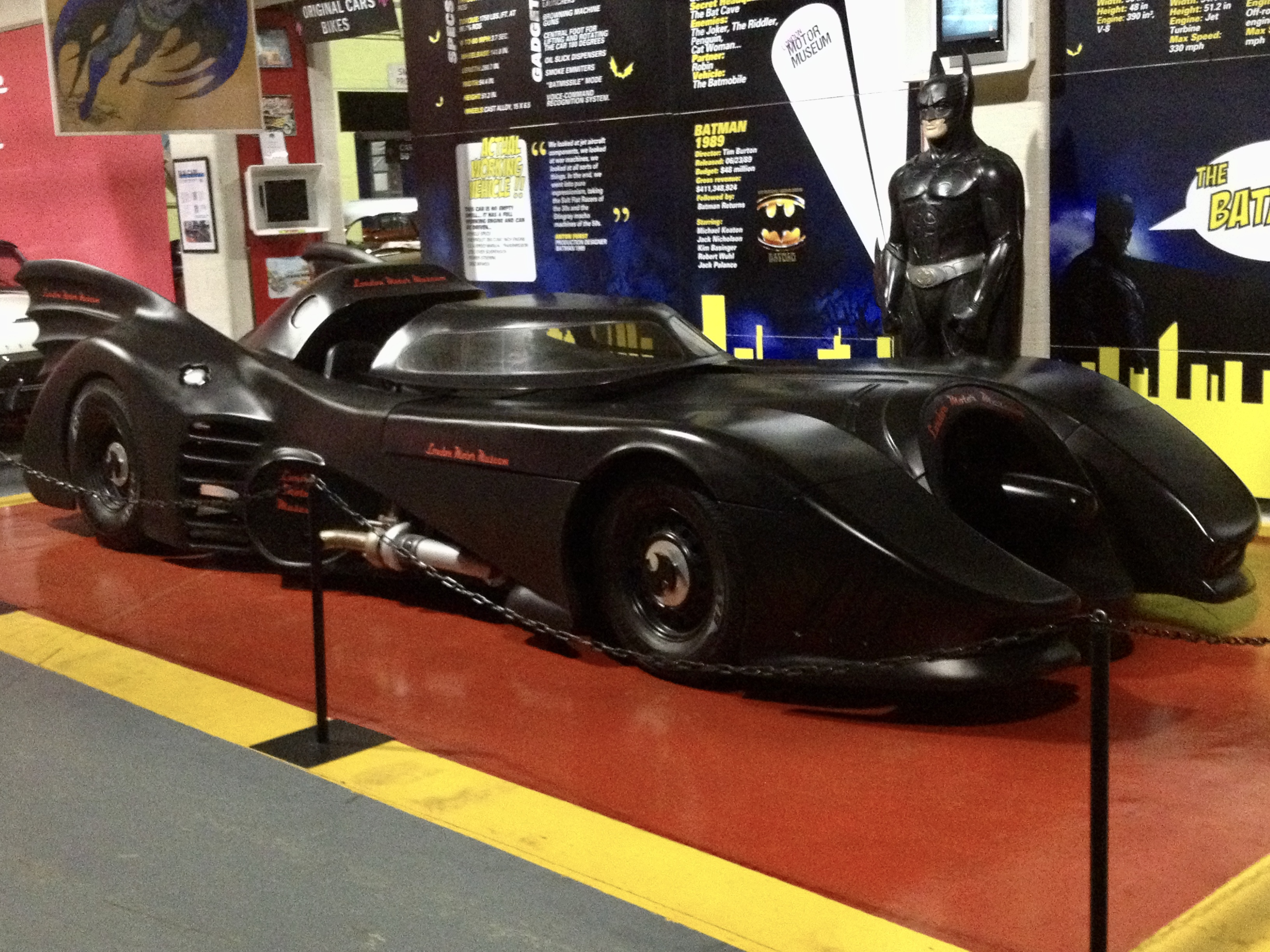
Batmobil

Batmobil (ang. Batmobile) – samochód Batmana, będący jego znakiem rozpoznawczym. Pojawia się w wielu filmach i serialach o Batmanie.

## Serial animowany
W serialu animowanym Batman z 1992 roku Batman porusza się lekko fioletowym podłużnym samochodem sportowym uzbrojonym m.in. w rakiety i haki do holowania. Ma dwa siedzenia, a od pojawienia się w serialu Robina/Dicka Graysona na drugim fotelu zasiada Cudowny Chłopiec. Podobnym porusza się w kontynuacji – The New Batman Adventures.

## Inne pojazdy
Batman poruszał się także innymi samochodami, podobnymi do batmobilu.

### Dragster
Pozwala Batmanowi na wyprzedzanie pozostałych pojazdów bez powodowania wypadków. Wygląda jak batmobil z serialu animowanego, z tą różnicą, że jest jednoosobowy. Pojawił się m.in. w filmie Batman i Robin oraz w zestawie Lego Batman – Batman Dragster: Catwoman Pursuit.

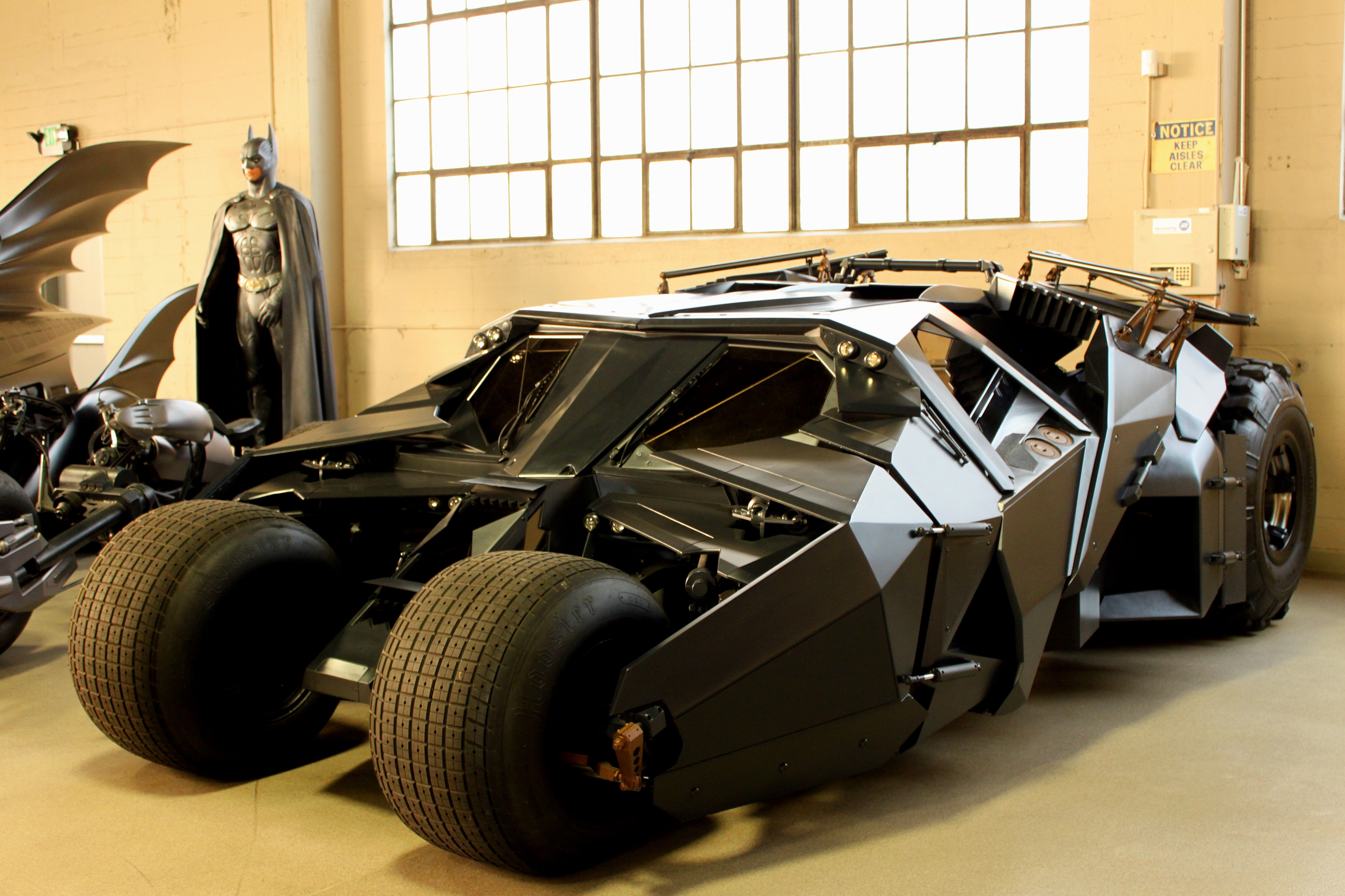
Tumbler

### Tumbler
Tumbler to samochód Batmana w serii reżyserowanej przez Christophera Nolana (Batman: Początek, Mroczny Rycerz i Mroczny Rycerz powstaje). W filmie Bruce Wayne, przygotowując się do roli Batmana, znalazł zapomniany projekt pojazdu wojskowego wśród wycofanych projektów Wayne Enterprises.
W innych mediach pojawił się w zestawie Lego Batman The Tumbler.

## Gry komputerowe
Pojazd pojawiał się również z wielu grach z Batmanem, w niektórych wyłącznie w przerywnikach filmowych (np. Batman: Arkham Asylum), z kolei w innych jako grywalny pojazd (np. Batman: Arkham Knight, Lego Batman: The Video Game czy Lego Batman 2: DC Super Heros).